# Noli adfectare quod tibi non est datum, delusa ne spes ad querelam recidat
La locuzione latina Noli adfectare quod tibi non est datum, delusa ne spes ad querelam recidat, tradotta letteralmente, significa non aspirare a ciò che non ti è stato dato, affinché la tua speranza delusa non abbia motivo di lamentarsi. (Fedro)
In una delle sue favole Fedro racconta di come il Pavone, invidioso dell'Usignolo che lo superava nel canto, se ne lamentò con Giunone. Ma la dea, di rimando, gli rispose che a tutti era stato elargito un privilegio particolare: a chi la bellezza e a chi il canto...